# Colcarteria
Colcarteria is een geslacht van spinnen uit de  familie van de Desidae.

## Soorten
- Colcarteria carrai Gray, 1992
- Colcarteria kempseyi Gray, 1992
- Colcarteria yessabah Gray, 1992